# ووادیسواف والتر
ووادیسواف والتر (لهستانی: Władysław Walter؛ ‏ تلفظ لهستانی: [vwaˈdɨswaf]؛ ‏ ۴ ژوئن ۱۸۸۷ – ۴ نوامبر ۱۹۵۹) بازیگر اهل لهستان بود.
از فیلم‌ها یا برنامه‌های تلویزیونی که وی در آن نقش داشته‌است، می‌توان به جنگل جوان، نقاب زرین، غیرقابل‌تصور، خواننده ورشویی و زیر پرچم عشق اشاره کرد.